# Войно Роянов
Войно Димов Роянов е български революционер, деец на Вътрешната македоно-одринска революционна организация.

## Биография
Войно Роянов е роден в 1877 година в Малко Търново, в Османската империя, днес в България. Завършва училище в родния си град и работи като зидар. Влиза във ВМОРО и става един от основните трансгранични куриери на Одринския революционен окръг. Активно участва в подготовката на Илинденско-Преображенското въстание, като заедно с майка си Ерина Рояна и жена си Мария пренася през границата революционна поща, оръжие, боеприпаси и превежда хора. През пролетта на 1903 година е арестуван и Одринският съд го осъжда на 15 години. Амнистиран е в 1904 година.
На 13 април 1943 година, като жител на Малко Търново, подава молба за българска народна пенсия, която е одобрена и отпусната от Министерския съвет на Царство България.